# مساعد السويلم
مساعد السويلم مهاجم المنتخب السعودي لكرة القدم ونادي الشباب السعودي
مثل مساعد السويلم قبل ثلاثة عقود منتخبات المملكة الثلاثة وساهم في تحقيق العديد من الانتصارات بجانب انجازاته الكروية مع الفريق الشبابي التي جاءت متزامنة مع انطلاقة بطولات نادي الشباب بكأس الاتحاد عام 1408هـ .
وعرف مساعد بمهاراته الفردية العالية وسرعته واهدافه الجميلة التي احرزها مع المنتخب والفريق الشبابي .